# M2 (mina)
M2 – amerykańska wyskakująca mina przeciwpiechotna z okresu II wojny światowej. Wkrótce po zakończeniu wojny miny M2 zostały zastąpione w armii amerykańskiej przez miny M16, wzorowane na niemieckich minach typu S.
Korpus miny M2 wykonany jest ze stali, a wykorzystanym w niej materiałem wybuchowym jest trotyl.
Kopie miny M2 produkowane były m.in. w Belgii (PRB M966) i Portugalii (M/966).